# Breznička (Stropkov)
Breznička (bis 1927 slowakisch „Brežnička“; ungarisch Kisberezsnye – bis 1902 Kisbrezsnyice) ist eine kleine Gemeinde im Bezirk Stropkov in der Ostslowakei.

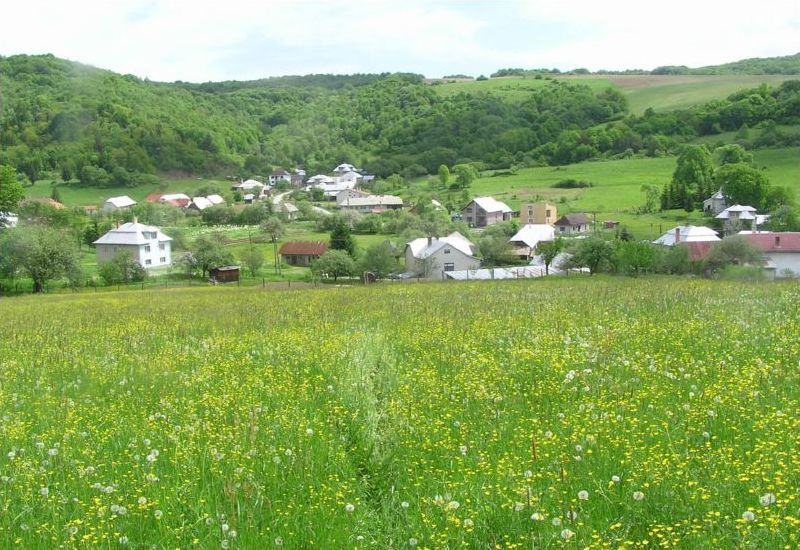
Blick auf Breznička

Die Gemeinde Breznička liegt in einem Seitental der Ondava, etwa fünf Kilometer nordöstlich von Stropkov. Das umliegende, waldreiche Gelände des Ondauer Berglandes (Ondavská vrchovina) erreicht östlich von Breznička eine Höhe von 506 Metern über dem Meer (Poľana).
Das landwirtschaftlich geprägte Dorf zieht sich entlang der Straße von Stropkov-Sitník über Vojtovce nach Veľkrop. Durch die etwas abgeschiedene Lage Brezničkas und die intakte Umwelt leben einige Störche mitten im Dorf.
Nachbargemeinden von Breznička sind Chotča im Westen und Norden, Veľkrop im Nordosten, Soľník und Potôčky im Südosten, Vojtovce im Süden sowie Stropkov im Südwesten.
Im Jahr 1408 wurde der Ort erstmals urkundlich erwähnt. Die Griechisch-katholische Kirche in Breznička entstand im 19. Jahrhundert.

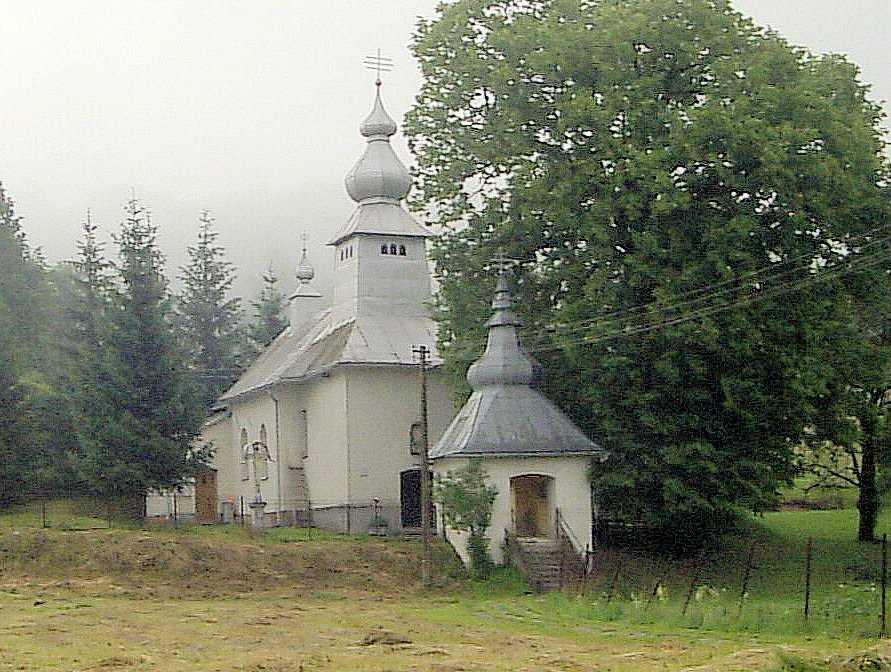
Griechisch-katholische Kirche in Breznička

Die Bevölkerung besteht zu fast 96 % aus Slowaken, 4 % sind Ruthenen. 93 % der Einwohner gaben als Konfession Griechisch-katholisch an.

## Bevölkerung
| Jahr                | 1994 | 2004    | 2014    | 2024    |
| ------------------- | ---- | ------- | ------- | ------- |
| Anzahl der Personen | 133  | 127     | 122     | 131     |
| Unterschied         |      | −4,51 % | −3,93 % | +7,37 % |

| Jahr                | 2023 | 2024 |
| ------------------- | ---- | ---- |
| Anzahl der Personen | 131  | 131  |
| Unterschied         |      | +0 % |

## Belege
1. ↑  Hustota obyvateľstva - obce [om7014rr_obc=AREAS_SK, v_om7014rr_ukaz=Rozloha (Štvorcový meter)]. Statistical Office of the Slovak Republic, 31. März 2025, abgerufen am 31. März 2025 (slowakisch).
2. ↑  Počet obyvateľov podľa pohlavia - obce (ročne) [om7101rr_obce=AREAS_SK]. Statistical Office of the Slovak Republic, 31. März 2025, abgerufen am 31. März 2025 (slowakisch).
3. ↑  Statistikportal MOŠ (Seite nicht mehr abrufbar, festgestellt im April 2018. Suche in Webarchiven)  Info: Der Link wurde automatisch als defekt markiert. Bitte prüfe den Link gemäß Anleitung und entferne dann diesen Hinweis.
4. 1 2  Počet obyvateľov podľa pohlavia - obce (ročne) [om7101rr_obce=AREAS_SK]. Statistical Office of the Slovak Republic, 31. März 2025, abgerufen am 31. März 2025 (slowakisch).